# 南泉普願

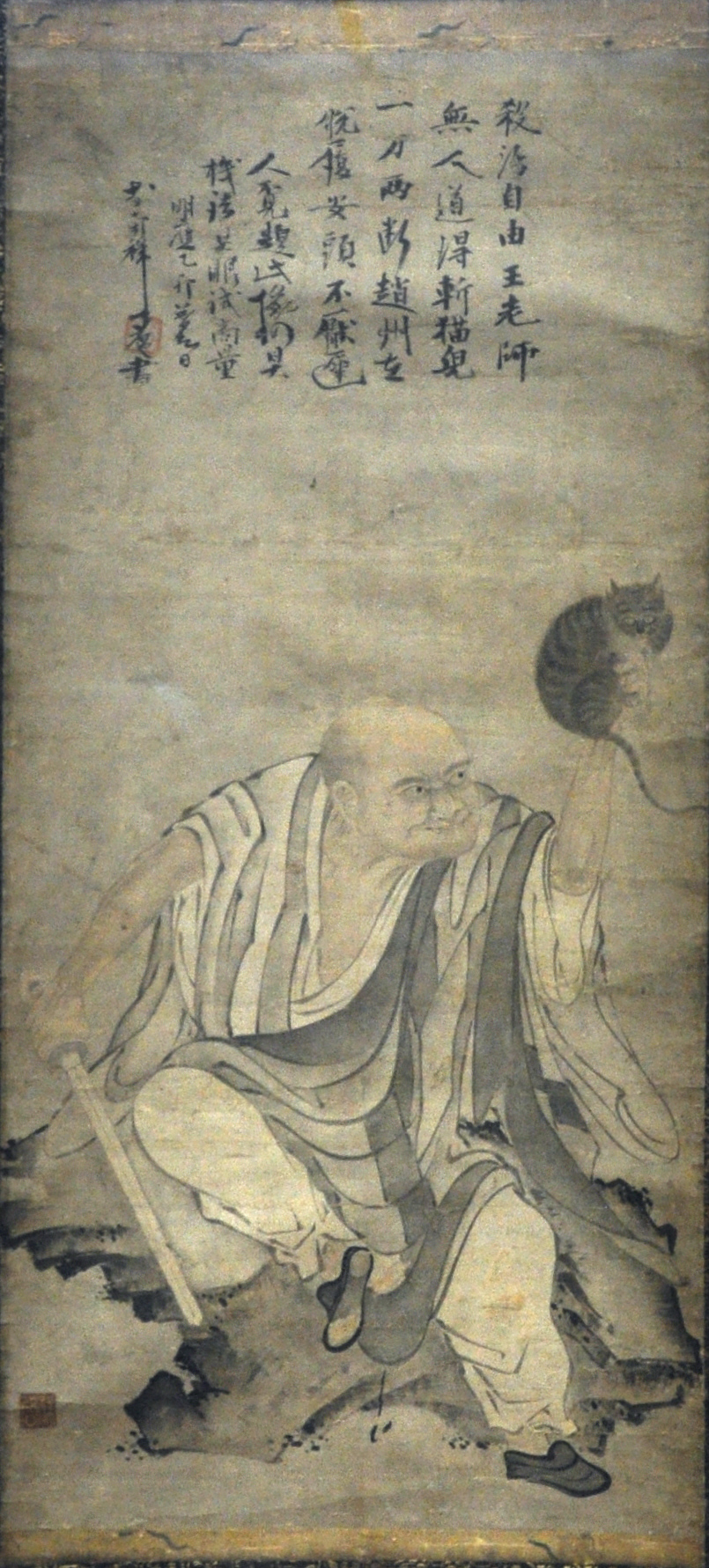
南泉普願

南泉普願（なんせん ふがん）は、中国の唐代の禅僧。俗姓は王。鄭州新鄭県（河南省鄭州市新鄭市）の出身。

## 経歴
至徳2載（757年）、10歳で新鄭にある大隗山（河南省鄭州市新密市）の大慧禅師に入門し、仏道修行に励んだ。大暦12年（777年）、30歳で中嶽嵩山に行き、具足戒を受け、会善寺の暠律師について四分律を学んだ。その後も学問を続け、経は『楞伽経』や『華厳経』を学び、論は三論を学んだ。
後に、馬祖道一に入門し、教学を捨てるに至った。馬祖の元には多くの優秀な修行僧が居たが普願は抜きん出た禅者であり、馬祖は「唯だ普願のみ有って、独り物外に超えん（超俗の生涯を送るであろう）」と嘆じた。
貞元11年（795年）、48歳で池州池陽県（安徽省池州市貴池区）の南泉山に禅院を構え、30数年間、南泉山を下ることがなかった。大和元年（827年）頃、宣歙観察使の陸亘の求めによって山を下り、名声が諸方にとどろき、門弟が数百になった。大和8年12月25日（835年1月27日）、住院で没する。春秋87、法臘58。

## 公案

### 南泉斬猫
「南泉斬猫」は『碧巌録』『無門関』に採録されている有名な公案であり、禅画の画題ともされる。
一日、東西両堂、猫児を争う。
南泉見て提起して云く、道い得ば即ち斬らじ。
衆、対無し。泉遂に猫児を斬って両段となす。
南泉 復た前話を挙して趙州に問う。
州便ち草鞋を脱して頭上に戴いて出づ。
泉云く、子若し在りしかば、猫児を救い得てんに。
—五燈会元鈔講話：中国禅界の巨匠たち、117-118頁
南泉が子猫を斬ったことについては、従来から様々な解釈が唱えられてきた。日本曹洞宗の開祖道元禅師も「南泉猫斬」の意義について解説し、それを懐奘が『正法眼蔵随聞記』に記録している。

## 伝記資料
- 『宋高僧伝』巻11「唐池州南泉院普願伝」
- 『景徳伝灯録』巻8「池州南泉普願禅師」